# Скотт, Говард
Говард Скотт (1 апреля 1890 — 1 января 1970) наиболее известен как основатель Технического альянса и Technocracy Incorporated. Он руководил обеими организациями. Скотт был американским инженером, отмеченным за его усилия в применении термодинамики и векторного анализа американского специалиста по математической физике Уилларда Гиббса в сфере экономических и других социальных явлений. В 1932 году он написал эссе о энергетической регуляции экономики — «Термодинамическая интерпретация социальных явлений».

## Говард Скотт и Technocracy Inc.
В конце Первой мировой войны Говард Скотт с другими выдающимися учеными и инженерами Чарлзом П. Стэйнметсом и, позднее, Торстейном Вебленом сформировал Технический альянс, чтобы наблюдать за экономическими и общественными тенденциями Северной Америки. Чтобы это сделать, Альянс провел Обзор энергии Северной Америки. По итогам этого обзора было обнаружено, что была большая масштабная неэффективность в данном управлении Северной Америки из технической перспективы, которая привела к социальным проблемам и убытку природных ресурсов, в чём они винили ценовую систему.
Потом Говард Скотт распустил Технический Альянс и совместно с М. Кинг Хьюбертом сформировал научный социальный проект Технократия Технат, опубликованный как «Обучающий курс технократии». Скотт стал первым Главным Директором Technocracy Incorporated в 1933 году, кем и оставался до самой смерти.
М. Кинг Хабберт, как говорят, узнал о технократии благодаря докладу Говарда Скотта в Университете Колумбии.
Скотт цитировал Уилларда Гиббса как интеллектуального научного праотца концепций технократии. Особенно работа Гибса в термодинамике и линейном векторном анализе, который привел к понятиям Расчета энергетических потребностей, альтернативной экономической системе, предложенной Technocracy Incorporated, которая должна была использоваться в контексте системы нерыночной экономики.
Используя линейный векторный анализ Гиббса, Скотт разработал исчисление и модель конструкции, которые позволяли ему предложить оптимизированные решения для индустриальных функций. Скотт постиг полностью автоматизированный завод, интегрированные системы перевозки, коммуникации и электрические сети передачи и продукт планирования жизненного цикла, всё в 1920-х, в пределах контекста учёта экономических потребностей вместо того, что группа назвала ценовой системой, или денежно-кредитным основанием.

## Цитата
Говард Скотт:

Внедрение денежно-кредитных оснований во все обсуждения национального богатства и дохода полностью сбивает с толку людей относительно актуальных событий с риском и, кроме того, служит легко управляемым щитом, за которым, с небольшим манипулированием слова, бизнес-политические операторы системы цен могут продолжать свои выгодные действия, не будучи сильно стеснёнными внешним вмешательством. Пора, чтобы значение национального богатства и дохода было понятным каждому жителю Североамериканского континента.

## Радикальная реформа
Technocracy Inc. была создана в 1931 году для продвижения идей Говарда Скотта. Скотт считал правительство и промышленность расточительными и несправедливыми. А экономику, управляемую инженерами, более эффективной и справедливой. Он призвал заменить «систему цен» и бумажные валюты системой, основанной на том, сколько энергии требуется для производства конкретных продуктов. Скотт призвал инженеров возглавить континентальное правительство, которое он назвал технатом, чтобы «оптимизировать использование энергии для обеспечения изобилия». На пике своего развития в 1930-х и 1940-х годах организация насчитывала более полумиллиона членов только в Калифорнии. Но в 1932 году New York Herold Tribune опубликовала разоблачение, показывающее, что Скотт в лучшем случае преувеличил свои полномочия инженера.